# Hemigraphis pachyphylla
Hemigraphis pachyphylla är en akantusväxtart som beskrevs av Merrill. Hemigraphis pachyphylla ingår i släktet Hemigraphis och familjen akantusväxter. Inga underarter finns listade i Catalogue of Life.